# Число Релея
Число́ Реле́я ({\displaystyle \mathrm {Ra} }) — характеристичне число та один з критеріїв подібності, що визначає поведінку рідини під впливом градієнта температури. Якщо число Релея перевищить деяке критичне значення, рівновага рідини стає нестійкою і виникають конвективні потоки. Виникає біфуркація у динаміці рідини. Критичне значення числа Релея є точкою біфуркації для динаміки рідини. Вирази для визначення числа Релея мають вигляд
{\displaystyle \mathrm {Ra} ={\frac {L^{3}g\alpha \Delta T}{\nu a}}={\frac {L^{3}\rho ^{2}c_{p}g\alpha \Delta T}{\nu \lambda }},}
де
- {\displaystyle g} — прискорення вільного падіння;
- {\displaystyle L} — характеристична довжина;
- {\displaystyle \Delta T} — характеристична різниця температур;
- {\displaystyle \nu } — кінематична в'язкість рідини;
- {\displaystyle a} — коефіцієнт термічної дифузії;
- {\displaystyle \alpha } — коефіцієнт теплового розширення рідини;
- {\displaystyle c_{p}} — масова теплоємність за сталого тиску;
- {\displaystyle \rho } — густина рідини;
- {\displaystyle \nu } — динамічна в'язкість;
- {\displaystyle \lambda } — коефіцієнт теплопровідності рідини.

Усі параметри рідини взято при середній температурі.
Число Релея можна записати як добуток чисел Грасгофа і Прандтля:
{\displaystyle \mathrm {Ra} =\mathrm {Gr} \cdot \mathrm {Pr} }
Цей критерій подібності названо на честь Дж. Стретта (лорда Релея).